# Carex mairei
Carex mairei är en halvgräsart som beskrevs av Ernest Saint-Charles Cosson och Jacques Nicolas Ernest Germain de Saint-Pierre. Carex mairei ingår i släktet starrar, och familjen halvgräs. IUCN kategoriserar arten globalt som livskraftig. Inga underarter finns listade i Catalogue of Life.